# 喜歌剧

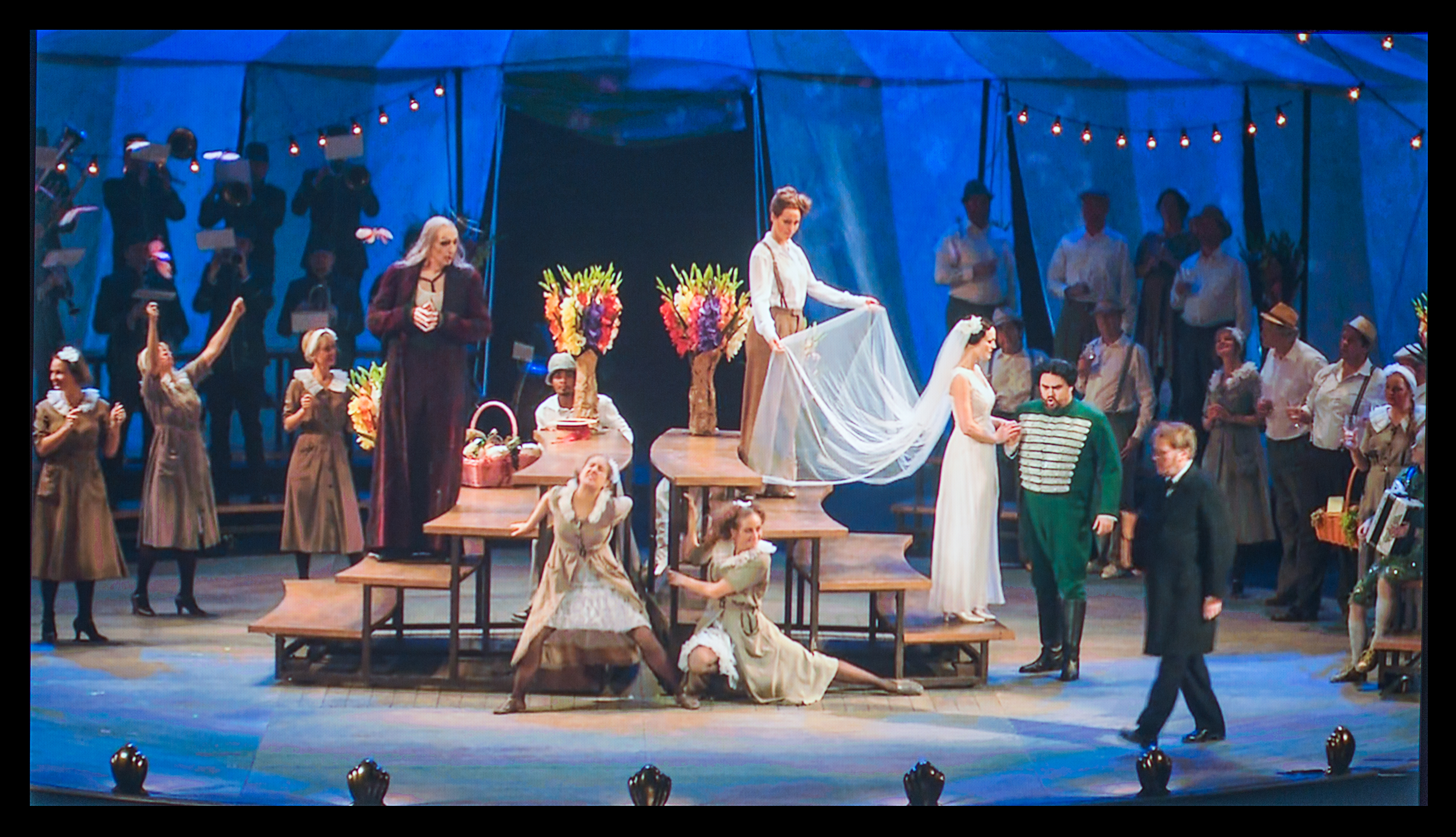
一场喜歌剧

喜歌剧（義大利語：Opera buffa）指前古典主义时期在意大利首先出现的一种新型的歌剧形式。通常包括的角色不多，常对喜剧性的人物进行讽刺，脚本多采用现实题材，通常用方言写成。意大利的喜歌剧最早作为正歌剧的幕间剧出现，19世纪前半叶趋于衰落。法国喜歌剧成型于18世纪初，早期具有喜剧性内容，以说白与歌唱并用为特征。19世纪末，与法国大歌剧已无显著区别。

## 音樂特點
以莫扎特《善意的謊言》為例，做為其第一齣喜歌劇作品，除了對義大利文的充分了解外，講求快速勾勒角色情緒，對管弦樂法的各種「俗套」（例如制式的過門）也必須應用自如。此外，維也納聽眾特別喜愛多章節的終曲（finale），這亦形成19世紀末喜歌劇作品的慣例。